# La Leçon particulière
Pour plus de détails, voir Fiche technique et Distribution.
La Leçon particulière est un film français réalisé par Michel Boisrond et sorti en 1968.

## Synopsis
Un élève en philosophie au lycée Henri-IV à Paris a des aventures avec des filles de son âge. Mais il va tomber sincèrement amoureux d'une jeune femme dont l'amant est un coureur automobile. Elle se laisse séduire, mais il sera amené à renoncer à la revoir.

## Fiche technique
- Réalisation : Michel Boisrond
- Scénario : Michel Boisrond, Claude Brulé, Annette Wademant
- Producteur : Francis Cosne
- Durée : 95 minutes
- Image : Jean-Marc Ripert
- Musique : Francis Lai
- Ingénieur du son : Urbain Loiseau
- Montage : Christian Gaudin
- Lieux de tournage : région parisienne
- Genre : drame
- Date de sortie : 
  - France : 20 décembre 1968

## Distribution
- Nathalie Delon : Frédérique Dampierre
- Renaud Verley : Olivier Fermond
- Robert Hossein : Enrico Fontana
- Bernard Le Coq : Jean-Pierre
- Katia Christine : Christine
- Martine Sarcey : La mère d'Olivier
- Nicole Desailly : La concierge
- Michel Boisrond : Le père d'Olivier
- Henri Lambert : Le motard